# Галерея Гари Татинцяна
Галерея Гари Татинцяна — галерея современного искусства, ориентированная на работу с ведущими западными художниками. Открыта нью-йоркским галеристом Гари Татинцяном.

## История
Первоначально открылась в 1999 году на Манхэттене, в районе Челси. Первое выставочное пространство в Москве было открыто в 2005 году на улице Ильинка, ориентированное на работу с концептуальным западным искусством, русским авангардом начала XX века, фотографией и дизайном.
В сентябре 2013 года открылось новое пространство галереи на Серебрянической набережной.
Среди общественных проектов - выставки и лекции художников галереи в российских и мировых музеях: Эрмитаж, Государственный центр современного искусства, Пушкинский музей, Музей Современного Искусств Гараж, The New Museum и др.
Работая в коллаборации с лидерами арт-рынка, музеями и частными коллекциями по всему миру, галерея знакомит московскую публику с работами таких звезд современного искусства, как Фрэнсис Бэкон, Джордж Кондо, Чак Клоуз, Дэмиен Хёрст, Питер Соул, Питер Хелли, Вим Дельвуа и многих других.

Помимо выставочной деятельности, галерея участвует в формировании частных и общественных коллекций, а также курирует фонд наследия художника Евгения Чубарова.
- Персональная выставка Питера Хелли в 2017[2]
- Персональная выставка Чака Клоуза в 2021[3]
- Работа Kandor 20, 2007 Майка Келли на групповой выставке 'Мутированная Реальность' в 2015/16[4]
- Персональная выставка Ли Уфана в 2014/15[5]

## Художники, представленные в галерее[6]
- Рон Арад
- Стефан Балкенхол
- Евгений Чубаров
- Чак Клоуз
- Мэт Коллишоу
- Джордж Кондо
- Джон Керрин
- Вим Дельвуа
- Кэрролл Данэм
- Питер Хелли
- Дэмиен Хёрст
- Майк Келли
- Тони Мателли
- Джон Миллер
- Ясумаса Моримура
- Малкольм Морли
- Вик Мюнис
- Альберт Олен
- Ансельм Рейле
- Питер Соул
- Фрэнк Стелла
- Ли Уфан
- Кейичи Танаами
- Стэнли Уитни
- Кристофер Вул

## Список выставок[7]
| Дата                               | Описание                      | Художник(и) |
| ---------------------------------- | ----------------------------- | --- |
| 14 Ноября – 30 Декабря 2022        | 'Tatintsian Gallery Selected' | Рон Арад, Джордж Кондо, Евгений Чубаров, Питер Хелли, Джон Миллер, Дженни Хольцер |
| 27 Сентября – 30 Декабря 2022      | 'The Machine Zone'            | Мэт Коллишоу |
| 25 Февраля – 25 Июня 2022          | 'Зона Машин'                  | Мэт Коллишоу |
| 18 июня – 27 ноября 2021           | 'Infinite'                    | Чак Клоуз |
| 15 августа — 15 декабря 2019       | 'Naturally Naked'             | Джордж Кондо, Джон Керрин, Кэрролл Данэм, Тони Мателли, Бьярне Мелгаард, Ясумаса Моримура, Питер Соул |
| 9 ноября 2018 — 9 февраля 2019     | Персональная выставка         | Вим Дельвуа |
| 8 июня 2018 — 8 сентября 2018      | Персональная выставка         | Вик Мюнис |
| 2 февраля 2018 — 28 апреля 2018    | 'Альбион'                     | Мэт Коллишоу |
| 28 сентября 2017 — 16 декабря 2017 | 'Land of Mirrors'             | Кейичи Танаами |
| 23 июня 2017 — 10 сентября 2017    | Персональная выставка         | Питер Хелли |
| 31 марта 2017 — 01 июня 2017       | Персональная выставка         | Дэмиен Хёрст |
| 18 ноября 2016 — 11 марта 2017     | Персональная выставка         | Рон Арад |
| 22 апреля — 30 сентября 2016       | 'You Better Call Saul'        | Питер Соул |
| 27 ноября 2015 — 2 апреля 2016     | 'Mutated Reality'             | Фрэнсис Бэкон, Чак Клоуз, Джордж Кондо, Вим Дельвуа, Кэрролл Данэм, Kaws, Майк Келли, Тони Мателли, Малкольм Морли и Питер Соул                                                                              |
| 3 апреля — 10 ноября 2015          | Персональная выставка         | Евгений Чубаров |
| 14 ноября 2014 — 23 марта 2015     | Персональная выставка         | Ли Уфан |
| 26 июня — 1 ноября 2014            | Персональная выставка         | Вим Дельвуа |
| 21 марта — 15 июня 2014            | Групповая выставка            | Джон Миллер, Тони Мателли, Олаф Брёнинг |
| 13 сентября 2013 — 28 февраля 2014 | 'Electric Spirit'             | Ансельм Рейле |
| 21 сентября — 30 декабря 2010      | Персональная выставка         | Питер Хелли |
| 28 апреля — 8 августа 2010         | Персональная выставка         | Стефан Балкенхол |
| 1 марта — 21 апреля 2010           | 'Persona Grata'               | Джордж Кондо, Роберт Лукандер, Стефан Балкенхол, Мартин Малони, Вик Мюнис, Джоэл-Питер Уиткин |
| 23 сентября — 28 декабря 2009      | 'The Idiot'                   | Тони Мателли |
| 20 января — 10 апреля 2009         | 'Price of Oil'                | Кристин Калабрезе, Вик Мюнис, Евгений Чубаров, Tal R, Мартин Малони, Роберт Лукандер, Лиза Райтер |
| 18 сентября — 30 декабря 2008      | 'Survival'                    | Тони Мателли |
| 15 мая — 14 августа 2008           | 'Artificial Realism'          | Джордж Кондо |
| 15 апреля — 14 мая 2008            | 'Bad Planet'                  | Джордж Кондо, Антон Хеннинг, Дэвид Лашапель, Тони Мателли, Райан Макгиннесс, Йонатан Мезе, Джон Миллер, Сара Моррис, Рокси Пейн                                                                              |
| 7 февраля — 10 марта 2008          | Персональная выставка         | Хельмар Лерский |
| 1 ноября 2007 — 30 января 2008     | 'Russian Project'             | Вик Мюнис |
| 25 сентября — 30 октября 2007      | 'Up Close and Personal'       | Мартин Малони |
| 22 января — 6 августа 2007         | Персональная выставка         | Андре Бутцер |
| 17 мая — 20 июня 2007              | Персональная выставка         | Евгений Чубаров |
| 2 марта — 24 апреля 2007           | 'Hunky Dory'                  | Йонатан Мезе, Питер Дойг, Кристофер Вул, Крис Офили, Сесили Браун, Дэниэль Рихтер, Tal R, Дэш Сноу, Георг Базелиц, Норберт Швонтковски                                                                       |
| 24 января — 1 марта 2007           | 'Create Your Own Museum'      | Казимир Малевич, Александр Родченко, Евгений Чубаров, Реми Цауг, Джейк и Динос Чепмен, Даниэль Рихтер, Стефан Балкенхол, Ласло Мохой-Надь, Дирк Скребер, Питер Хелли, Вик Мюнис, Джордж Кондо, Антон Хеннинг |
| 18 октября — 30 ноября 2006        | 'One Artist's Theater'        | Ясумаса Моримура |
| 17 мая — 5 августа 2006            | Персональная выставка         | Питер Хелли |
| 12 апреля — 15 мая 2006            | 'The Art of Chess'            | Маурицио Каттелан, Дэмьен Херст, Пол Маккарти, Джейк и Динос Чепмен, Яёи Кусама, Мэтью Роней, Том Фридман, Тунга (художник), Рэйчел Уайтрид, Барбара Крюгер                                                  |
| 3 февраля — 10 апреля 2006         | 'House of Prince'             | Tal R |
| 28 октября 2005 — 30 января 2006   | Персональная выставка         | Джоэл-Питер Уиткин |
| 21 сентября — 15 ноября 2005       | Персональная выставка         | Виджи |
| 25 мая — 31 августа 2005           | 'Fresh Kills'                 | Алексис Рокман |
| 10 февраля — 15 мая 2005           | 'We Can Do It'                | Кристин Калабрезе, Вик Мюнис, Торбин Гилер, Энтони Гормли, Питер Хелли, Стефан Балкенхол, Тони Мателли, Тони Оуслер                                                                                          |

## Список публикаций[8]
| - Мэт Коллишоу – Зона Машин, 2022, ISBN 978-5-9909730-5-3 - Чак Клоуз – Infinite, 2021, ISBN 978-5-9909730-4-6 - Питер Хелли, 2017, ISBN 978-5-9909730-1-5 - Рон Арад, 2017, ISBN 978-5-9909730-0-8 - Евгений Чубаров – Osthaus Museum Hagen, 2016, ISBN 978-3-946688-05-1 - Питер Соул, 2016, ISBN 978-5-9906881-9-3 - Мистификаторы, 2016, ISBN 978-5-94620-113-1 - Мутированная Реальность, 2016, ISBN 978-5-9906881-3-1 - Евгений Чубаров, 2015, ISBN 978-5-9906881-2-4 - Ли Уфан, 2015, ISBN 978-5-9906881-1-7 - Питер Хелли, 2015, ISBN 978-5-9906881-0-0 - Вим Дельво, 2014, ISBN 978-5-9906881-5-5 - Олаф Бренинг, Тони Мателли, Джон Миллер, 2014, ISBN 978-5-9906881-4-8 - Ансельм Рейли – Electric Spirit, 2014, ISBN 978-5-9906881-6-2 - Стефан Балкенхол, 2010 - Тони Мателли – Survival Part 1; Part 2, 2008 - Джордж Кондо – Artificial Realism, 2008, ISBN 978-5-9906881-7-9 - Вик Мюнис, 2007, ISBN 978-5-9906881-8-6 - Мартин Малони – Up Close and Personal, 2007 - Андрэ Бутцер, 2007 - Hunky Dory, 2007 - Ясумаса Моримура – One Artist's Theater, 2006 - Искусство Шахмат, 2006 - Джоэл-Питер Уткин, 2005 - Алексис Рокман – Fresh Kills, 2005 - We Can Do It, 2005 |